# Zinaida Stahurskaya
Zinaida Vladimirovna Stahurskaya (en bielorruso: Зінаіда Уладзіміраўна Стагурская), (Vítsiebsk, 9 de febrero de 1971 - Ídem, 25 de junio de 2009) fue una ciclista bielorruso. Ganó el Campeonato del mundo en ruta del 2000. También consiguió la victoria final en carreras como el Giro de la Toscana de 2000 o la Gran Boucle de 2002.
En 2001 dio positivo en una prueba de dopaje por un diurético y en 2003 por efedrina, que le valió cuatro meses de suspensión en 2002 y dos en 2004. En 2005, dio positivo por tercera vez, esta vez por estanozolol en el Gran Premio Carnevale de Europa. Como consecuencia fue suspendida durante dos años a partir del julio de ese año.
Murió el 2009, atropellada mientras entrenaba cerca de su ciudad natal.

## Palmarés
- 1993
  - Vencedora de una etapa en el Tour de l'Aude
- 1994
  - 1ª en el Tour de Feminin-Krásná Lípa y vencedora de 2 etapas
  - 1ª en el GP Presov
  - Vencedora de una etapa en el Tour de Finisterre
- 1996
  - Vencedora de 2 etapes en el GP Presov
- 1997
  - Vencedora de una etapa en el Giro de la Toscana
  - Vencedora de una etapa en el Memorial Michela Fanini
- 1998
  - Vencedora de una etapa en el Giro del Trentino
  - Vencedora de una etapa en el GP Presov
- 1999
  - 1ª en el Gran Premio della Liberazione
  - 1a en el Trofeo Costa Etrusca
  - Vencedora de una etapa en el Giro de Italia
  - Vencedora de dos etapas en el Giro del Trentino
- 2000
  -  Campeona del mundo en ruta
  - 1ª en el Giro de Toscana-Memorial Michela Fanini y vencedora de 4 etapas
  - 1ª en el Giro del Friül
- 2001
  - 1ª en el Giro del Trentino y vencedora de 2 etapas
  - ** 1ª en el Giro de Italia y vencedora de 3 etapas
  - Vencedora de una etapa en el Tour de Snowy
  - Vencedora de una etapa en el Giro de Toscana-Memorial Michela Fanini
  - Vencedora de una etapa en el Gran Bucle
  - Vencedora de una etapa en el Emakumeen Bira
- 2002
  - 1ª en el Gran Bucle i vencedora d'una etapa
  - 1ª en el Giro del Friül
  - 1ª en el Trofeu Alfa Lum
  - Vencedora de dos etapas en el Giro de Italia
  - Vencedora de una etapa en el Giro de Toscana-Memorial Michela Fanini
- 2003
  - 1ª en el Giro del Friül
  - Vencedora de una etapa en el Giro de Italia
- 2004
  - Vencedora de dos etapas en el Giro del Trentino
- 2005
  - 1ª en el Tour Féminin en Limousin y vencedora de 3 etapas
  - 1ª en el Giro de San Marino y vencedora de una etapa
  - 1a al Gran Premi Carnevale d'Europa